# Tim Buckley (album)
Tim Buckley – debiutancki, eponimiczny album studyjny amerykańskiego muzyka i wokalisty Tima Buckleya, wydany nakładem Elektra Records w 1966 roku.

## Lista utworów
Opracowano na podstawie materiału źródłowego.
LP:
Strona A
| 1. | "I Can’t See You" (Larry Beckett, Tim Buckley)        | 2:40  |
|    |                                                       |       |
| 2. | "Wings" (Buckley)                                     | 2:30  |
|    |                                                       |       |
| 3. | "Song of the Magician" (Beckett, Buckley)             | 3:05  |
|    |                                                       |       |
| 4. | "Strange Street Affair Under Blue" (Beckett, Buckley) | 3:10  |
|    |                                                       |       |
| 5. | "Valentine Melody" (Beckett, Buckley)                 | 3:40  |
|    |                                                       |       |
| 6. | "Aren’t You the Girl" (Buckley)                       | 2:01  |
|    |                                                       |       |
|    |                                                       | 17:06 |
|    |                                                       |       |
Strona B
| 7.  | "Song Slowly Song" (Beckett, Buckley) | 4:13  |
|     |                                       |       |
| 8.  | "It Happens Every Time" (Buckley)     | 1:49  |
|     |                                       |       |
| 9.  | "Song for Jainie" (Buckley)           | 2:43  |
|     |                                       |       |
| 10. | "Grief in My Soul" (Beckett, Buckley) | 2:03  |
|     |                                       |       |
| 11. | "She is" (Beckett, Buckley)           | 3:05  |
|     |                                       |       |
| 12. | "Understand Your Man" (Buckley)       | 3:06  |
|     |                                       |       |
|     |                                       | 16:59 |
|     |                                       |       |

## Twórcy
Opracowano na podstawie materiału źródłowego.
Muzycy:
- Tim Buckley – gitara, śpiew
- Jim Fielder – gitara basowa
- Billy Mundi – perkusja, instrumenty perkusyjne
- Van Dyke Parks – fortepian, czelesta, klawesyn
- Lee Underwood – gitara prowadząca

Produkcja:
- Paul A. Rothchild, Jac Holzman - produkcja muzyczna
- Bruce Botnick - inżynieria dźwięku
- William S. Harvey – zdjęcia, projekt okładki